# 蘆洲湧蓮寺
25°05′00″N 121°28′16″E / 25.083426°N 121.471199°E
蘆洲湧蓮寺，是位於臺灣新北市蘆洲區得勝里的觀音寺，每舉行三年一次、祭祀鄭成功的醮，其祭祀圈還作為蘆洲與三重的行政分界，同時是居民聚集的場所。

## 歷史沿革
建廟起因是同治元年（1862年），竹圍人李佑在淡水向說是來自南海普陀山隱秀寺的觀音像祈求生意順利應驗，在還願時香爐發爐，經請示，菩薩欲進駐蘆洲樓仔厝，即在今日的得勝街現址用竹茅建廟。蘆洲原為淡水河畔的低平沙洲，水澤遍布，早期寺所在位置位於全蘆洲最高處，積水不像其他地區嚴重，成為當時地方政治、經濟等中心。因僅有的草庵不敷所需，遂在同治十二年（1873年）建廟。
光緒十四年（1888年），官方在廟埕豎立名為「拳和官改定折征租穀碑」的碑，為淡水縣知縣汪興禕為配合劉銘傳實施土地租稅改革，告示佃戶繳納租稅的統一規定。大正8年（1919年），首次擴建成前、後殿。早期廟身為傳統閩南式平面四合院建築，大正10年（1921年），後方興建祭祀鄭成功的懋德宮。皇民化運動時，當地佛教神像都置放在此寺，道教集中於蘆洲保和宮、蘆洲保佑宮，土地公則集中於蘆洲三角頭五福宮，萬善同等陰廟則集中於大墓公。
蘆洲人林堉璘在事業有成後，重建此廟，讓其從原本一間小廟宇變成今日的規模。1961年修建。1981年重建，由謝自南設計，到1997年尾竣工。湧蓮寺格局方正，建物成左右對稱分布，整體建築空間承襲傳統佛寺的規矩，包括山門、水池、前殿、拜殿、正殿等。
今址為得勝街96號，屬得勝里。

## 宗教祭祀

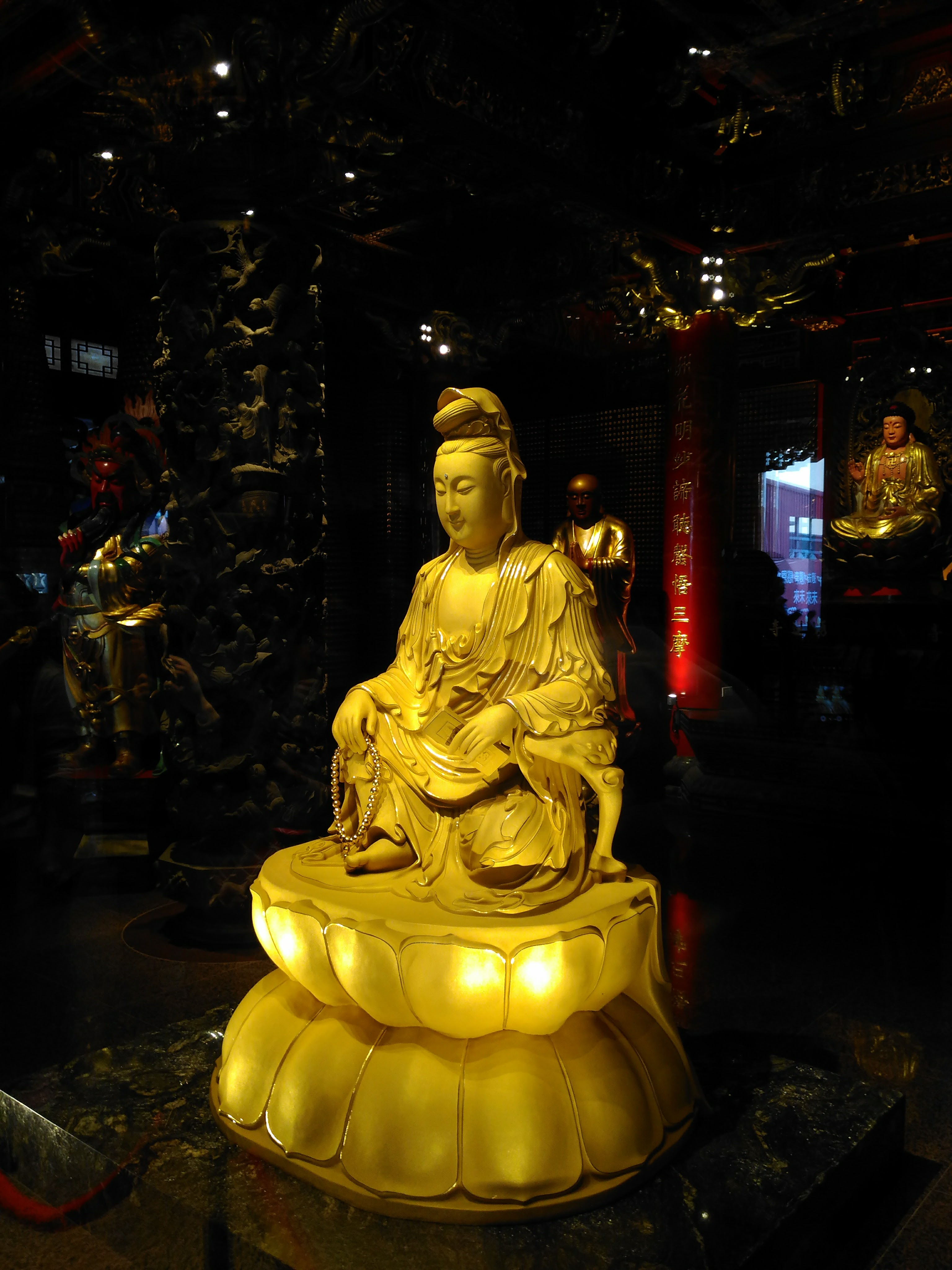
金觀音像

蘆洲與三重的行政區界線，就是以先嗇宮與湧蓮寺的祭祀圈來分別。
湧蓮寺前殿供奉除觀音外，還有釋迦牟尼佛、藥師佛、阿彌陀佛、彌勒佛、四大金剛等。三寶佛殿有一座以一萬兩黃金打造的觀音像，是委由南投縣草屯鎮師傅製作，自2015年10月開始規劃，2016年9月17日連續三天舉行開光祈福法會。
後殿除主祀延平郡王，此外還有玉皇大帝、文昌帝君、天上聖母、註生娘娘、月老星君與地藏菩薩等。其中月老原本安放在後殿四樓的玉皇殿裡，後不斷有信眾反映空間不足，遂在四樓另闢月老殿，於2008年初完成安座。

### 觀音祭
湧蓮寺三大慶典的農曆二月十九的觀音聖誕紀念日、農曆六月十九的觀音佛祖得道紀念日及農曆九月十九的觀音佛祖出家紀念日，以九月十九日的規模最大，除舉行誦經法會、祭祀及邀請布袋戲、歌仔戲作酬神戲外，還有盛大的迎神繞境。在日治時期，蘆洲就已分為名為「媽祖角」、「土地公角」及「天公角」三大角頭，祭拜日就為這三日，由各角頭負責人在轄區內募集丁口錢，做為主辦祭典及野台戲費用。三角頭中，以土地公角幅員最大、聚落內蘆洲三角頭五福宮信眾最多，年年擔任觀音出巡前導神明，遂尊稱為「土地公王」。
祈福遶境是在農曆九月十八日、觀音菩薩出家紀念日前夕，稱為「蘆洲大拜拜」。

### 國姓醮
國姓醮由來，文史工作者楊蓮福指出，傳說嘉慶十四年（1809年）間，滬尾人受到侵略而向蘆洲人求援，未料事為敵方探悉且傾巢來犯，蘆洲因而危在旦夕，遂向代表鄭成功的九芎樹許願以三年一醮祈求保佑，後果然轉危為安，鄉民自此訂寅、申、巳、亥年為祈安建醮之年。他說另外傳說是漳泉械鬥時，滬尾泉州人向蘆洲同鄉求援以抗士林、金山漳州人，壯丁盡出鄉境的蘆洲卻遭林口、桃園一帶的漳州人來襲，這時九芎樹下、鄭軍埋藏的舊砲化成千軍萬馬退敵，後人便相約三年一醮報恩。
蘆洲自道光十七年（1837年）起，每三年建醮祭祀鄭成功，為全臺灣除了延平郡王祠外，唯一有的國姓爺建醮活動。建醮是從象徵招回鄭成功兵馬的豎燈篙開始，燈篙豎越多、越高，表示招回的兵馬越眾、越能能驅邪避難。傳統上連小孩都可以參與豎燈篙，因當地人認為蘆洲是國姓爺特別眷顧的地方，所以沒有禁忌，但懷孕或有月事的婦女不得靠近，尤其不可跨越燈篙相關器具。相傳作醮那一月天氣若特別好，蘆洲該年就不淹水。
儀式由豎燈篙師傅先帶領工作人員破土，於地上鑿洞將燈篙杉埋入土中四尺，再以橫竿和麻繩交錯捆綁完成基座，用蓖麻繩將刺竹、燈篙杉緊紮七次，於鑼鼓齊鳴聲中由眾人齊力扶直燈篙，過程中須向空中拋撒金白錢。燈篙豎起之後，各角頭廟會在下方搭棚設置醮壇，供奉國姓爺、池府王爺和保生大帝，開始敲鐘擊鼓昭告眾人，讓鄉親帶湯圓前往祭拜。
在湧蓮寺的主普壇會掛起清末貢生李樹華所提的對聯「延頸輸誠十月小春開法會」、「平台奏績三年一醮報公恩」。豎立燈篙之後，隔日舉行升旗典禮，卯時一刻的天色尚未綻放光明，工作人員便依預定時辰，將相關法器升上燈篙。升上的幡旗布條分為三色，中央黃色代表將官、右方紅色代表校官、左方藍色代表尉官，上書「連醮祈安」大字。相傳燈與幡旗的功用是在日夜替換，為招回鄭成功將士兵馬的祈安法器。
豎燈篙、升旗相關儀式之後，主辦單位會從懋德宮請出延平郡王彩繪神圖，移往湧蓮寺正殿供奉。延平郡王三獻禮大典是該醮最重要的祭典，傳統上從禮生到主、陪祭官，均由男性仕紳、村里長、地方首長擔任，直到李翁月娥選上蘆洲地方自治史上首任女性市長，2004年由她擔任正獻官時，還特地安排女性里長黃秀玉、王麗真擔任引贊，是國姓醮大典首次出現女性參加。舉辦國姓醮期間，道士會循古禮科儀祭祀國姓爺，並巡至各角頭的燈篙壇迎禮參拜，直到農曆十月底醮期結束。

## 外部連結
- 官方网站